# Liberala Studerande LSK
Liberala Studerande LSK, på finska Liberaalit Opiskelijat LSK, är ett finländskt socialliberalt studerandeförbund för det politiska ungdomsförbundet Svensk Ungdom och partiet Svenska folkpartiet. Liberala Studerande LSK:s syfte är att vara en samlande kraft för alla finländska studerande med en liberal värdegrund. LSK:s mål är att påverka högskolepolitiken på såväl nationell som lokal nivå.
LSK startade som ett förbund under Svensk Ungdom år 2008. Under förbundets årliga förbundsmöte 2016 beslöts det att förbundet skulle upplösas. LSK blev istället ett aktivt utskott under Svensk Ungdom, med en utskottsordförande samt utskottsmedlemmar. Lokalavdelningarna i Helsingfors, Åbo samt Vasa förblev autonoma enheter.

## Organisation
Liberala Studerande LSK har tre lokalavdelningar, i Helsingfors, Vasa och Åbo. Lokalavdelningarna är registrerade föreningar med en självständig ekonomi och styrelse.
Liberala Studerande LSK:s nationella politiska och organisatoriska verksamhet leds av ett utskott. Utskottet består av en ordförande, en vice ordförande samt en till fem utskottsmedlemmar. Utskottets ordförande väljs på basis av ansökningar av Svensk Ungdoms förbundsstyrelse under dess första möte efter förbundets årliga kongress. Utskottets medlemmar väljs på basis av ansökningar under förbundsstyrelsens första utvidgade förbundsstyrelsemöte (för förbundsstyrelsen, kretsordföranden samt utskottsordföranden) i slutet av maj. Utskottets mandatperiod är ett år. 

## Förbundsstyrelser
| 2012 | Matias Kallio  | Raine Katajamäki   | Ida Strandberg | Sanna Bergström     | Elin Blomqvist   | Niklas Kamila                | Lotte Uutinen      |                      |
| 2011 | Mats Biström   | Joachim Hesthammer | Matias Kallio  | Ann-Charlott Bender | Ida Strandberg   | Mikko Toukkari               | Lotte Uutinen      |                      |
| 2010 | Mats Biström   | Joachim Hesthammer | Armi Murto     | Ann-Charlott Bender | fMatias Kallio   | Niklas Mannfolk              | Emma Portin        |                      |
| 2009 | Otto Andersson | Armi Murto         | Anna Juntunen  | Mats Biström        | Jenny Björk      | Silja Borgarsdóttir Sandelin | Joachim Hesthammer | Christoffer Hällfors |
| 2008 | Otto Andersson | Reetta Pakkala     | Mats Biström   | Jenny Björk         | Christian Ekblom | Christoffer Hällfors         |                    |                      |

## Utskottssammansättningar
| År   | Ordförande   | Vice ordförande    | Utskottsmedlemmar | Utskottsmedlemmar | Utskottsmedlemmar | Förbundsstyrelsens representant |
| ---- | ------------ | ------------------ | ----------------- | ----------------- | ----------------- | ------------------------------- |
| 2016 | Theo Sjöblom | Alexandra Saarinen | Clara Hindersson  | Emilia Mattsson   | Lisa Forss        | Anna Nylund                     |

## Politiska sekreterare
- Anna Juntunen 2008-2009
- Egil Mattsson 2009-2012
- Andrea Nyberg 2012-2013
- Karin Palmén 2013-2014
- Emilia Juslin 2014-2016
- Veronica Aspelin 2016-